# Dacrycarpus
Dacrycarpus is een geslacht van coniferen dat tot de familie Podocarpaceae behoort. Het zijn tweehuizige groenblijvende bomen en struiken die tot 40 meter hoog kunnen worden.
De soorten uit het geslacht Dacrycarpus strekken zich uit van Nieuw-Zeeland en Fiji, over Nieuw-Guinea, Indonesië, Maleisië en de Filipijnen tot Myanmar en zuidelijk China. De grootste diversiteit (vijf soorten) is te vinden op Nieuw-Guinea.
Het geslacht Dacrycarpus bestaat uit de volgende soorten:
- Dacrycarpus cinctus (Pilg.) de Laub.
- Dacrycarpus compactus (Wasscher) de Laub.
- Dacrycarpus cumingii (Parl.) de Laub.
- Dacrycarpus dacrydioides (A.Rich.) de Laub.  (kahikatea)
- Dacrycarpus expansus de Laub.
- Dacrycarpus imbricatus (Blume) de Laub.
- Dacrycarpus kinabaluensis (Wasscher) de Laub.
- Dacrycarpus steupii (Wasscher) de Laub.
- Dacrycarpus vieillardii (Parl.) de Laub.

Acmopyle · 
Afrocarpus · 
Dacrycarpus · 
Dacrydium · 
Falcatifolium · 
Halocarpus · 
Lagarostrobos · 
Lepidothamnus · 
Manoao · 
Microcachrys · 
Microstrobos · 
Nageia · 
Parasitaxus · 
Podocarpus · 
Prumnopitys · 
Retrophyllum · 
Saxegothaea · 
Sundacarpus